# Платания
Платания (итал. Platania) — коммуна в Италии, располагается в регионе Калабрия, подчиняется административному центру Катандзаро.
Население составляет 2420 человек, плотность населения составляет 101 чел./км². Занимает площадь 24 км². Почтовый индекс — 88040. Телефонный код — 0968.
Покровителем населённого пункта считается Архангел Михаил. Праздник ежегодно празднуется 29 сентября.